# Luigi Groto

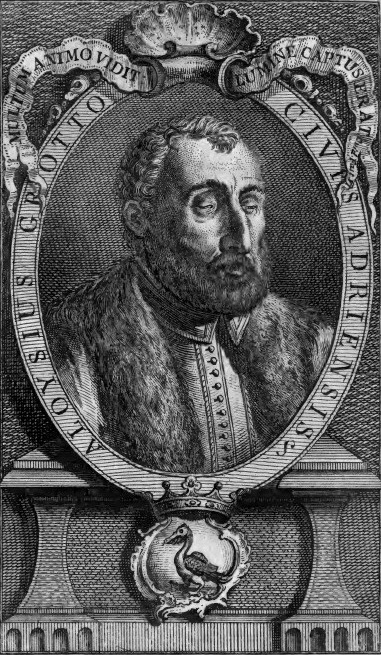
Porträt (Kupferstich) von Luigi Groto (1777) in Rovigo, Italien

Luigi Groto (* 7. September 1541 in Adria (Venetien); † 13. Dezember 1585 in Venedig) war ein blinder italienischer Dichter.
Groto, genannt il Cieco d’Adria (der Blinde von Adria), verlor acht Tage nach seiner Geburt das Augenlicht, betrieb aber trotzdem philosophische und literarische Studien mit solchem Erfolg, dass er schon im 15. Lebensjahr als öffentlicher Redner auftreten konnte.
1565 wurde er zum Präsidenten der neu gegründeten Akademie der Illustrati zu Adria ernannt; er starb am 13. Dezember 1585 in Venedig, nachdem er kurz zuvor auf dem dortigen Theater die Rolle des blinden Königs Ödipus gespielt hatte.
Seine Werke sind:
- Orazione (Orationi volgari et latine) (Venedig 1586 u. öfter; neu hrsg. von Carlo Bocchi, Venedig 1817);
- La Calisto, Hirtendrama (Venedig 1575); die Tragödien
- La Hadriana (Venedig 1582),
- La Dalida (Venedig 1583) und
- Isac, Rappresentation Nuova (Venedig 1607); die Komödien
- La Emilia (Venedig 1572),
- Il Thesoro (Venedig 1583) und
- La Alteria (Venedig 1587); ferner: Canzone nella morte del clar. M. Agostin Barbarigo (Venedig 1572), Delle Rime (Venedig 1587), Übersetzungen, Briefe (Lettere famigliari, Venedig 1616) etc.